# سیمور (تنسی)
سیمور(به انگلیسی: Seymour) شهری در ایالت تنسی کشور ایالات متحده آمریکا است که جمعیت آن در سرشماری سال ۲۰۱۰ میلادی، ۱۰٬۹۱۹ نفر بوده‌است.